# قبة سبز كرمان
+قبة سبز كرمان (بالفارسية: گنبد سبز کرمان) هي قبة تاريخية تعود إلى القرن السابع الهجري، وتقع في كرمان بإيران.